# انگلیسی پاکستانی
انگلیسی پاکستانی (انگلیسی: Pakistani English) یک گروه از گویش‌های انگلیسی است که در پاکستان استفاده می‌شود. انگلیسی پاکستانی به شدت تحت تأثیر انگلیسی هندی قرار گرفته‌است و به‌طور تقریبی به هم شباهت دارند.

## پیشینه
سلطه امپراتوری بریتانیا در شبه‌قاره هند به‌طور تقریبی دویست سال به طول انجامید، اما مناطقی که اکنون پاکستان کنونی را تشکیل می‌دهند در پایان استعمار تصرف شدند. حتی بقیه منطقه بلوچستان به یک منطقه خودمختار در داخل امپراتوری بریتانیا تبدیل شد.
در نتیجه انگلیسی‌ها زمان کمی برای تبدیل شدن به بخشی از فرهنگ محلی داشتند. اگرچه به بخشی از فرهنگ تحصیل کرده‌ها تبدیل شد، زیرا در مدارس نخبگان و در آموزش عالی، مانند بقیه شبه قاره استفاده می‌شد. سیاست‌های استعماری که زبان انگلیسی را به عنوان نشانگر موقعیت نخبگان و زبان قدرت تبدیل کرد - که در حوزه‌های قدرتی مانند خدمات کشوری، افسران نیروهای مسلح، قوه قضاییه عالی، دانشگاه‌ها، روزنامه‌های معتبر، رادیو و سرگرمی استفاده می‌شد.
ریشه‌های پینگلیش در پاکستان را می‌توان به سده نوزدهم میلادی جستجو کرد، زمانی که سر سید احمد خان مسلمانان را تشویق به یادگیری زبان انگلیسی و استفاده از آن به عنوان وسیله ای برای مقاومت در برابر انگلیسی‌ها کرد. به هرحال پس از استقلال پاکستان در سال ۱۹۴۷، انگلیسی زبان دوفاکتو پاکستان شد سپس در سال ۱۹۷۳ به زبان رسمی بدل شد و تا به امروز نیز چنین است. نقش زبان انگلیسی در پاکستان بسیار مهم است بگونه‌ای که در قانون اساسی پاکستان نیز رسمی بودن آن یاد شده‌است.
اصطلاح پینگلیش برای اولین بار در سال ۱۹۹۹ ثبت شد، که ترکیبی از پیشوند پاکستانی و پسوند انگلیسی بود.

## نظر عمران خان
عمران خان، نخست‌وزیر پاکستان در سفری به ایران گفت: اگر بریتانیایی‌ها حوالی سال ۱۸۰۰ به هند نمی‌آمدند الان مترجم نیاز نبود، چون همه ما قبلاً فارسی صحبت می‌کردیم و زبان قضایی هند برای ۶۰۰ سال فارسی بود.

## بی‌طرفی انگلیسی
در ایالت جامو و کشمیر پیشین، در بخش ۱۴۵ قانون اساسی چنین آمده‌است: "زبان رسمی دولت باید اردو باشد اما اگر قانونگذار مقرر کند باید از انگلیسی نیز باید برای تمام اهداف رسمی ایالت استفاده شود. " هنگامی که در پاکستان شرقی سابق (بنگلادش کنونی) انگلیسی و بنگالی نیز به عنوان زبان رسمی پذیرفته شدند، از اختلافات موجود در مورد اردو کاسته شد.

## برنامه‌درسی
بسیاری از اردو زبانان دوزبانه یا چندزبانه هستند. برخی از آن‌ها که به دو زبان اردو و انگلیسی آشنایی دارند، گاه میان اردو و انگلیسی کدگزینی می‌کنند که به آن «اردیش» گفته می‌شود. دولت پاکستان در ۱۴ اوت ۲۰۱۵ جنبش علم را با یک برنامه درسی هماهنگ در اردیش راه‌اندازی کرد. احسن اقبال، وزیر فدرال پاکستان، گفت: «اکنون دولت در حال کار بر روی یک برنامه درسی جدید برای ارائه یک واسطه جدید به دانشجویان است که ترکیبی از دو زبان اردو و انگلیسی باشد و نام آن را اردیش بگذارد.»